# ゲーテ・インスティトゥート・ヴィラ鴨川
ゲーテ・インスティトゥート・ヴィラ鴨川（ゲーテ・インスティトゥート・ヴィラかもがわ、Goethe-Institut Villa Kamogawa）は、京都の鴨川沿いにある、ドイツの公的文化機関。

## 概要
ゲーテ・インスティトゥートは、ドイツの公的文化機関で、本部はミュンヘンにある。ゲーテ・インスティトゥート・ヴィラ鴨川では、ドイツの芸術家を招聘し、日本に3ヶ月間滞在しながら創作活動を行う機会を提供している。招聘アーティスト（レジデント）は公募により、建築、造形美術、表現芸術、デザイン、文学、音楽、映画、文化批評の分野から選ばれる。レジデント助成には、渡航費補助、宿泊施設の用意、日本語オリエンテーション講座、滞在活動費の補助が含まれる。
1963年、日独文化研究所の館内に開設され、現在地には1983年に移転、ドイツ連邦共和国所有の新しい建物がオープンした。2010年から2011年の改装工事を経て、現在のアーティスト・イン・レジデンスとなった。新名称は「ゲーテ・インスティトゥート・ヴィラ鴨川」となり、2011年10月26日、日独交流150周年を記念し、クリスティアン・ヴルフ ドイツ連邦共和国大統領（当時）により開所式が行われた。
類似のアーティスト・イン・レジデンスには、ローマ・ヴィラ・マッシモ、ロサンゼルスのヴィラ・オーロラ、そして、フランスの歴史ある施設であるヴィラ・メディチがローマにある。京都には1992年に、フランスのアーティスト・イン・レジデンス、ヴィラ九条山がオープンした。